# Cyclopogon stenoglossus
Cyclopogon stenoglossus är en orkidéart som beskrevs av Guido Frederico João Pabst. Cyclopogon stenoglossus ingår i släktet Cyclopogon, och familjen orkidéer. Inga underarter finns listade i Catalogue of Life.